# Ariarates II
Ariarates II Nicàtor (grec antic: Ἀριαράθης Νικάτωρ, Ariaráthēs Nikátōr, el Victoriós) era sàtrapa i rei de Capadòcia, fill d'Ariaramnes I al que va succeir en una data desconeguda abans del 281 aC.
El 281 aC, mort Seleuc I Nicàtor, va rebutjar continuar amb el tribut als Selèucides, i es va aliar amb Armènia. Però el fill de Seleuc, Antíoc I Soter ("el Salvador") va continuar l'obra del seu pare i tots els seus dominis el van reconèixer. L'any 280 aC va enviar un exèrcit a Capadòcia i va ocupar el país. Ariarates II va fugir a Armènia on va rebre l'ajut del rei Adrat. Finalment el rei sirià va accedir a nomenar sàtrapa al fill, Ariaramnes II, que no va portar pas el títol reial.
Va deixar tres fills, el més gran dels quals, Ariaramnes II, el va succeir.